# Adrodamaeus femoratus
Adrodamaeus femoratus är en kvalsterart som först beskrevs av Koch 1839.  Adrodamaeus femoratus ingår i släktet Adrodamaeus och familjen Gymnodamaeidae. Inga underarter finns listade i Catalogue of Life.